# Sandra Echeverría
Sandra Echeverría Gamboa (Ciutat de Mèxic; 11 de desembre de 1984), és una actriu i cantant mexicana.

## Biografia i carrera
Sandra Echeverría Gamboa va néixer l'11 de desembre de 1984 en Ciutat de Mèxic, filla d'Eduardo Echeverría Aguirre i Ana María Gamboa Aguilar.
Des de molt jove va formar part d'un grup musical anomenat Perfiles, que després va canviar de nom a Crush; amb aquest grup va gravar dos discos i va realitzar més de 200 concerts, algunes de les cançons van ser: "Puede ser", "Eres tú" y "Si tú te vas".
El 2002 va debutar com a actriu a TV Azteca, en la telenovel·la Súbete a mi moto, on va compartir crèdits amb Vanessa Acosta, Mark Tacher, Michel Brown, Jorge Luis Pila i Bárbara Mori.
El 2006 va protagonitzar la telenovel·la Marina, una producció de Telemundo, que va realitzar amb Mauricio Ochmann i posteriorment amb Manolo Cardona.
El 14 de febrer de 2009 va realitzar un concert per a 10 000 persones a Haití.
El 2010 Sandra Echeverría treballar en la versió de la telenovel·la original brasilera El Clon al costat de Mauricio Ochmann, en una producció de Telemundo, Red Globo i R.T.I. (Colombia).
Al setembre de 2010 va participar en la pel·lícula animada Héroes verdaderos, on va interpretar la veu per al personatge "Tonatzin", al costat de Kalimba, Mario Filio, Víctor Trujillo i Jacqueline Andere.

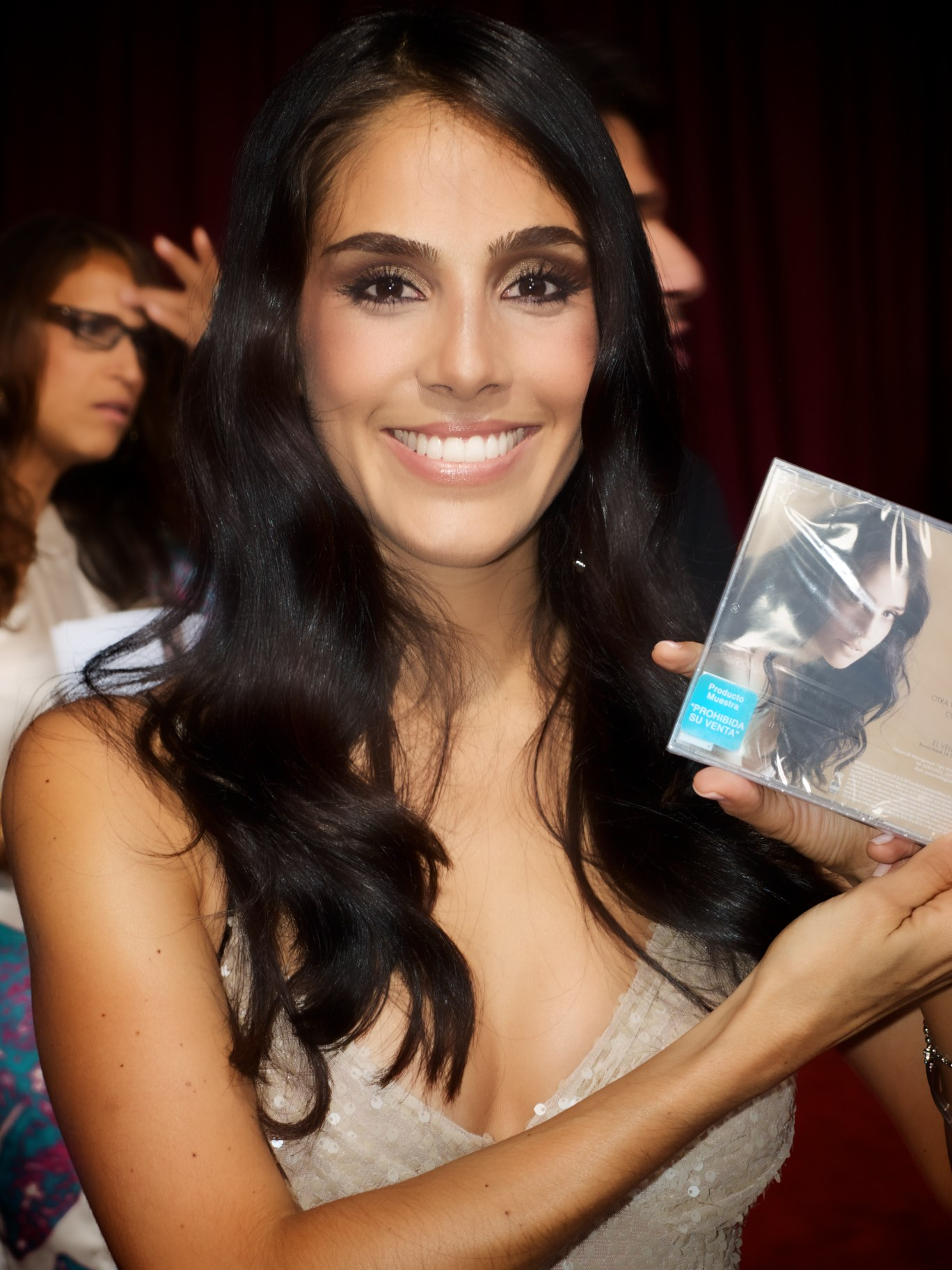
Echeverría el setembre de 2011.

Sandra Echeverría va participar en la pel·lícula El Cartel de los Sapos, produïda per l'empresa 11.11 Films, propietat de l'actor colombià Manolo Cardona, la pel·lícula té guió de Juan Camilo Ferrand i Andrés López López, els mateixos que van escriure la primera temporada de la sèrie de televisió.
El 2011 va protagonitzar amb David Zepeda la telenovel·la La fuerza del destino produïda per Rosy Ocampo per Televisa. Aquest mateix any va llançar el seu primer treball discogràfic com a solista titulat "Sandra Echeverría", una producció de Cheche Alara, en el qual va compondre vuit dels tretze temes del disc.
Igualment en el mateix any filma la pel·lícula Savages, dirigida per Oliver Stone i en la qual comparteix crèdits amb Taylor Kitsch, Aaron Taylor-Johnson, Blake Lively, Salma Hayek, John Travolta i Benicio del Toro, entre d'altres.
En 2012 la cadena de televisió hispana Telemundo li ofereix estelarizar la telenovel·la Relaciones peligrosas compartint crèdits amb Gonzalo García Vivanco, Ana Layevska i Gabriel Coronel.
En 2013, Echeverría participa en la sèrie estatunidenca The Bridge i entre 2016 i 2017 a Criminal Minds de la cadena CBS.
El 2017 forma part de la sèrie La querida del Centauro de Teleset i Sony Pictures Television per Telemundo.
En 2019 protagonitza La usurpadora en doble papel como las gemelas Paola y Paulina y  La bandida amb el personatge de Graciela Olmos "La Bandida", basat lliuremente en la persona real.

## Vida personal
Al febrer de 2014, es va comprometre amb Leonardo de Lozanne, amb qui es va casar el 29 d'octubre del mateix any en una platja de Los Angeles. El 18 de setembre de 2015, va néixer el seu primer fill. Al novembre del 2022, es va anunciar la seva separació de Leonardo de Lozanne, que donen per definitiva l'agost del 2023. Van tornar a unir-se el maig de 2024.

## Filmografia

### Televisió
| Any       | Títol                   | Personatge                                                                              |
| --------- | ----------------------- | --------------------------------------------------------------------------------------- |
| 2002-2003 | Súbete a mi moto        | Mariana Toledo                                                                          |
| 2004      | Soñarás                 | Estefanía Antonelli                                                                     |
| 2006-2007 | Marina                  | Marina Hernández / Marina Hernández de Alarcón / Marina Alarcón Hernández de Santibáñez |
| 2010      | El cartel de los sapos  | Eliana                                                                                  |
| 2010      | El clon                 | Jade Mebárak de Hashim                                                                  |
| 2011      | La fuerza del destino   | Lucía Lomelí Curiel                                                                     |
| 2011      | Generator Rex           | Beatriz                                                                                 |
| 2011      | Esperanza del corazón   | Ella misma / episodio «Britni da a luz»                                                 |
| 2012      | Relaciones peligrosas   | Miranda Beatriz Ávila Cruz                                                              |
| 2013-2014 | The Bridge              | Sara Vega                                                                               |
| 2016-2017 | Criminal Minds          | Paola                                                                                   |
| 2017      | La querida del Centauro | Ana Velazco                                                                             |
| 2019      | La bandida              | Graciela Olmos                                                                          |
| 2019      | La usurpadora           | Paulina Doria Duque / Paola Miranda Rivas de Bernal                                     |
| 2021      | ¿Quién Es la Máscara?   | Androide                                                                                |
| 2022      | María Félix: La Doña    | María Félix                                                                             |
| 2023      | El niñero               | Jimena                                                                                  |

### Cinema
| Any  | Títol                              | Personatge               |
| ---- | ---------------------------------- | ------------------------ |
| 2006 | The Oakley Seven                   | Ana María                |
| 2007 | Crazy                              | Sultry Brunette          |
| 2008 | Double Dagger                      | Carmen                   |
| 2008 | Free Style                         | Álex                     |
| 2009 | Condones.com                       | Gabriela                 |
| 2010 | 2033                               | Lucía                    |
| 2010 | De día y de noche                  | Aurora                   |
| 2011 | El cartel de los sapos             | Eliana                   |
| 2012 | Savages                            | Magda                    |
| 2012 | Casa de mi padre                   | Esposa de Miguel Ernesto |
| 2014 | Volando bajo                       | Sara Medrano             |
| 2014 | Cambio de ruta                     | Nicté                    |
| 2014 | ¿Por qué los hombres son infieles? | Sarah                    |
| 2014 | Amor de mis amores                 | Lucía                    |
| 2016 | Busco novio para mi mujer          | Dana                     |
| 2018 | Más sabe el diablo por viejo       | Daphne                   |
| 2020 | Loco por ti                        | Jess                     |

### Vídeos musicals
| Any  | Títol                 | Personatge            | Notes                                                      |
| ---- | --------------------- | --------------------- | ---------------------------------------------------------- |
| 2009 | Recuérdame            |                       | Videoclip musical de La Quinta Estación i Marc Anthony     |
| 2011 | La fuerza del destino |                       | Videoclip musical de la telenovel·la La fuerza del destino |
| 2014 | El perdedor           | Chica que lo abandonó | Videoclip musical d'Enrique Iglesias i Marco Antonio Solís |

## Premis i nominacions
Premis TVyNovelas Mèxic
| Any  | Categoria                              | Treball               | Resultat   |
| ---- | -------------------------------------- | --------------------- | ---------- |
| 2020 | Millor actriu protagonista             | La usurpadora         | Guanyadora |
| 2020 | Millor actriu antagònica               | La usurpadora         | Guanyadora |
| 2012 | Millor actriu protagonista             | La fuerza del destino | Guanyadora |
| 2012 | Millor tema musical (amb Marc Anthony) | La fuerza del destino | Nominada   |

Premis TVyNovelas Colombia
| Any  | Categoria                  | Treball | Resultat |
| ---- | -------------------------- | ------- | -------- |
| 2011 | Millor actriu protagonista | El clon | Nominada |

Premis People en Español
| Any  | Categoria                             | Treball               | Resultat |
| ---- | ------------------------------------- | --------------------- | -------- |
| 2010 | Millor revelació de l'any             | El clon               | Nominada |
| 2010 | Millor parella (amb Mauricio Ochmann) | El clon               | Nominada |
| 2011 | Millor actriu                         | La fuerza del destino | Nominada |
| 2011 | Millor parella (amb David Zepeda)     | La fuerza del destino | Nominada |
| 2012 | Millor actriu                         | Relaciones peligrosas | Nominada |
| 2012 | Millor parella (amb Gabriel Coronel)  | Relaciones peligrosas | Nominada |

Premis Juventud
| Any  | Categoria                                | Treball               | Resultat |
| ---- | ---------------------------------------- | --------------------- | -------- |
| 2012 | Noia que em treu la son                  | La fuerza del destino | Nominada |
| 2012 | Millor tema novel·ler (amb Marc Anthony) | La fuerza del destino | Nominada |